# Perinoia indicatrix
Perinoia indicatrix är en insektsart som beskrevs av Walker 1870. Perinoia indicatrix ingår i släktet Perinoia och familjen spottstritar. Inga underarter finns listade i Catalogue of Life.